# Mezinárodní asociace animovaného filmu
Mezinárodní asociace animovaného filmu (francouzsky Association International du Film d'Animation — ASIFA) je mezinárodní nezisková organizace založená v roce 1960 ve francouzském Annecy tehdy nejvýznamnějšími animátory, mimo jiné například kanadským animátorem Normanem McLarenem.